# Pojezierze Wschodniosuwalskie
Pojezierze Wschodniosuwalskie (842.73) – mezoregion fizycznogeograficzny, rozpościera się na pograniczu Polski i Litwy, w większej części na wschód od granicy polsko-litewskiej, w północno-wschodniej Polsce stanowi wschodnią część Pojezierza Litewskiego. Na terenie Polski region graniczy od zachodu z Puszczą Romincką i Pojezierzem Zachodniosuwalskim (granica biegnie częściowo górnym biegiem Czarnej Hańczy i Błędzianki) a od południa z Równiną Augustowską. Region leży głównie w woj. podlaskim, z zachodnim krańcem na terenie woj. warmińsko-mazurskiego.
Pojezierze Wschodniosuwalskie jest regionem o dużym urozmaiceniu topograficznym. Wały morenowe mają w Polsce ogólny kierunek z północo-zachodu na południo-wschód i od jeziora Wigry skręcają w kierunku wschodnim. A. Ber wyróżnił dwa loby lodowcowe, związane z nasunięciem w fazie pomorskiej zlodowacenia bałtyckiego: lob Hańczy i lob Sejn, natomiast zewnętrzny pas moren na granicy sandru odpowiadałby fazie poznańskiej.
Znaczny obszar na północ od Suwałk przekracza wysokość 200 m nad poziom morza, w szczególności Rowelska Góra – 298 m i Krzemieniucha – 289 m. Wzniesienia na północy pojezierza w okolicy Wiżajn nazywane są Górami Sudawskimi. Region ma bardzo urozmaiconą rzeźbę terenu. Występują tu wały moren czołowych, kemy, drumliny, ozy i bardzo głębokie rynny. Do tych ostatnich należy rynna najgłębszego na nizinach europejskich jeziora Hańcza (108,5 m). Wypływa z niego rzeka Czarna Hańcza, uchodząca do Niemna na granicy litewsko-białoruskiej.
Na wschód od jeziora Hańcza znajduje się rynna jezior Szelment Wielki i Szelment Mały, z których wody odpływają do Szeszupy. Do większych należą również jeziora: Gaładuś, Pomorze, Pierty, Gremzdy i Hołny, ale największe są Wigry (21,2 km³), położone w połowie w obrębie sandru Równiny Augustowskiej. Przez Wigry przepływa Czarna Hańcza.
W mezoregionie przeważa klimat kontynentalny. Okres wegetacyjny trwa tylko 180-190 dni.
Region należy do najbardziej atrakcyjnych pod względem przyrodniczym, toteż utworzono tu wiele obiektów chronionych, a przede wszystkim Wigierski Park Narodowy w otoczeniu jeziora Wigry, a na północ od Suwałk – Suwalski Park Krajobrazowy. obejmujący kilkanaście jezior, w tym unikatową Hańczę. Na wzniesieniu Jesionowa Góra znajdują się wyciągi narciarskie.
Największym miastem Pojezierza Wschodniosuwalskiego są Suwałki. Drugim miastem w obrębie Pojezierza Wschodniosuwalskiego są Sejny.
Mezoregion rozpościera się na terenie gmin: Wiżajny, Rutka-Tartak, Szypliszki, Puńsk, Sejny, Krasnopol, Suwałki, Jeleniewo, Przerośl, Filipów, Dubeninki i Giby.